# Steinkuppen
Die Steinkuppen sind eine Gruppe Nunatakkern im ostantarktischen Königin-Maud-Land. Sie ragen 24 km östlich der Wittespitzen im nordöstlichen Teil des Ahlmannryggen auf.
Entdeckt und benannt wurde diese Formation bei der Deutschen Antarktischen Expedition 1938/39 unter der Leitung des Polarforschers Alfred Ritscher. Namensgeber ist Willy Stein, Bootsmann auf dem Forschungsschiff Schwabenland. Eine Kartierung nahmen Teilnehmer der Norwegisch-Britisch-Schwedischen Antarktisexpedition (1949–1952) vor. In Norwegen heißen die Nunatakker Straumsnutane.